# Rytigynia kigeziensis
Rytigynia kigeziensis är en måreväxtart som beskrevs av Bernard Verdcourt. Rytigynia kigeziensis ingår i släktet Rytigynia och familjen måreväxter. Inga underarter finns listade i Catalogue of Life.